# Bor József
Bor József (Orosháza, 1939. szeptember 28. – 2013. május 1.) Jászai Mari-díjas (1980) magyar rendező, színházigazgató; a Győri Nemzeti Színház Örökös Tagja. A legtöbb bemutatót abszolváló rendezők egyike.

## Életpályája
Szülei: Bor József és Raffaj Mária voltak. 1958–1963 között a Békés Megyei Jókai Színház segédrendezője volt. 1963–1978 között a szolnoki Szigligeti Színház rendezője, dolgozott a debreceni Csokonai Színházban, a Pécsi Nemzeti Színházban, a Budapesti Gyermekszínházban és Jugoszláviában. 1978–1992 között a Győri Nemzeti Színház zenei tagozatvezetője, 1983–1992 között a színház igazgatója is volt. Bábáskodott a Rock Színház megalakulásánál. Kérésére írta első musicaljét a Várkonyi Mátyás–Miklós Tibor szerzőpáros. Az Örvényben ősbemutatója 1981. május 22.-én volt a győri teátrumban.
1992–1995 között a kecskeméti Katona József Színház rendezője volt. 1995-től ismét a szolnoki Szigligeti Színház rendezője.
Utolsó alkotói időszakában is több helyszínen (Győr, Sopron, Debrecen, Zsámbék) találkozhattunk nevével. Utoljára a Turay Ida Színtársulat előadását jegyezte rendezőként. A darab címe: Osztrigás Mici; a bemutató időpontja: 2008. április 26.
1982-ben a Színház- és Filmművészeti Főiskola színházelmélet szakán szerzett egyetemi diplomát.

## Színházi rendezései
A Színházi adattárban regisztrált bemutatóinak száma: 199.
| - Csanak Béla: Érdekházasság (1961) - Tabi László: Esküvő (A 'Különleges világnap' folytatása) (1962) - Massz–Cservinszkij–Dunajevszkij: Fehér akácok (1962, 1971) - Ábrahám Pál: Haway rózsája (1963, 1968, 1972, 1983) - Dunai Ferenc: A nadrág (1963) - Huszka Jenő: Gül Baba (1963, 1999-2000) - Kálmán Imre: Montmartre-i ibolya (1964, 1997) - Szinetár György: Fogad 3-tól 5-ig (1964) - Fazekas Mihály: Lúdas Matyi (1964, 1977) - Nóti Károly: Nyitott ablak (1964) - Tóth Miklós: Jegygyűrű a mellényzsebben (1965) - Franz és Paul von Schönthan: A szabin nők elrablása (1965, 1973, 1983, 1988) - Lehár Ferenc: A mosoly országa (1966, 1984) - Szilágyi László: Én és a kisöcsém (1966) - Szüle Mihály: Egy bolond százat csinál (1966) - Ábrahám Pál: Viktória (1967, 1971, 1991, 2000) - Loewe: My Fair Lady (1967, 1994, 1998) - Thomas: Charley nénje (1967, 1989) - Dékány–Baróti: Dankó Pista (1968) - Jacobi Viktor: Leányvásár (1968, 1974, 1989, 1996, 2004) - Majláth–Kalmár: Ne szóljatok bele! (1969) - Behár György: Éjféli randevú (1969) - Kálmán Imre: Csárdáskirálynő (1969, 1989, 1996) - Ábrahám Pál: Bál a Savoyban (1969) - Dávid Rózsa: Könnyű a nőknek (1969) - Maugham: Imádok férjhez menni (1970, 1981–1982, 1992) - Szirmai Albert: Mágnás Miska (1970) - Armont–Vanderberghe: Fiúk, lányok, kutyák (1970) - Lehár Ferenc: Luxemburg grófja (1970, 1973, 1975, 1991, 1997) - Szakonyi Károly: Adáshiba (1970) - Molnár Ferenc: Doktor úr (1971) - Jacobi Viktor: Sybill (1971) - Fényes Szabolcs: Maya (1971, 2006) - Oscar Wilde: Hazudj igazat! (1971) - Giulio Scarnacci–Renzo Tarabusi: Kaviár és lencse (1972, 1981, 1987, 1993) - Darvas–Királyhegyi: Lopni sem szabad (1972) - Kövesdi Nagy Lajos: Ellopták a vőlegényem (1972) - Hervé: Nebáncsvirág (1972, 1980, 1997) - Henderson: Diákszerelem (1972) - Gárdonyi Géza: Ida regénye (1973) - Lengyel Menyhért: Sancho Panza királysága (1973) - Huszka Jenő: Mária főhadnagy (1973) - Nash: Negyven fok árnyékban (1974) - Fall: Pompadour (1974, 1992) - Carl Zeller: A madarász (1974) - Baum: Óz, a nagy varázsló (1974, 1995) - Suassuna: A kutya testamentuma (1974, 1980, 1983) - Presser Gábor: Képzelt riport egy amerikai pop-fesztiválról (1975, 1979) - Lehár Ferenc: Víg özvegy (1975, 1986, 1993) - Franz von Suppé: Boccaccio (1975, 1979) - Eugène Labiche: Olasz szalmakalap (1975) - Ifj. Johann Strauss: A denevér (1976, 1985) - Ifj. Johann Strauss: Varázskeringő (1976–1977, 1980) - Scserbacsov: Dohányon vett kapitány (1976) - Collodi: Pinokkió (1976) - Arisztophanész: Lüszisztraté (1977) - Offenbach: Szép Heléna (1977, 1980) | - Szirmai Albert: A Glória kapitánya (1977) - MacDermot: Veronai fiúk (1978) - Carl Millöcker: A koldusdiák (1978) - Ránki György: A holdbeli csónakos (1979) - Donizetti: Don Pasquale (1979) - Szigligeti Ede: Liliomfi (1980) - Rossini: A sevillai borbély (1981) - Várkonyi Mátyás: Örvényben (1981) - Ifj. Johann Strauss: A cigánybáró (1981) - Verdi: Rigoletto (1982) - Haydn: Philemon és Baucis, vagy Jupiter utazása a Földön (1982) - Kálmán Imre: Marica grófnő (1982, 1993, 1997, 2006) - Kodály Zoltán: Háry János (1983) - Puccini: Bohémélet (1983) - Eisemann Mihály: Fekete Péter (1983) - Burkhard: Tűzijáték (1983) - Erkel Ferenc: Bánk bán (1984, 1998, 2007) - Lázár Ervin: A kacsakirálylány (1985) - Verdi: A trubadúr (1985) - Magnier: Mona Marie mosolya (1985, 1992, 1996) - Bizet: Carmesn (1986) - Kálmán Imre: Cigányprímás (1986) - Synge: A szentek kútja (1987) - Mascagni: Parasztbecsület (1987) - Leoncavallo: Bajazzók (1987) - Csajkovszkij–Klein: Diadalmas asszony (1987) - Verdi: Don Carlos (1988) - Achard: A bolond lány (1988) - Hunyady Sándor: A három sárkány (1988) - Verdi: Nabucco (1989, 1991) - Verdi: Traviata (1990, 1992, 2000, 2002) - Bart: Oliver (1990, 1995, 1997) - Márai Sándor: A kassai polgárok (1991) - Puccini: Tosca (1991–1992, 2003) - Herman: Hello, Dolly! (1991) - Verdi: Az álarcosbál (1992) - Pierre Barillet–Jean-Pierre Grédy: A kaktusz virága (1992–1993) - Kálmán Imre: Cirkuszhercegnő (1992, 1996–1997, 2000) - Eisemann Mihály: XIV. René (1993) - Csiky Gergely: A nagymama (1994, 2005) - Jerry Bock–Sheldon Harnick–Joseph Stein: Hegedűs a háztetőn (1994, 2003) - Tersánszky Józsi Jenő: Kakuk Marci (1994) - Mitch Leigh–Dale Wasserman–Joe Darion: La Mancha lovagja (1995) - Jókai Mór: Az arany ember (1996) - Zerkovitz Béla: Csókos asszony (1999, 2001) - Verdi: Aida (1999) - Shakespeare: Othello (2001) - Thomas: Nyolc nő (2003) - Eisemann Mihály: Zsákbamacska (2005) - Móricz Zsigmond: Nem élhetek muzsikaszó nélkül (2006, 2008) - Deval: A potyautas (2006) - Georges Feydeau: Osztrigás Mici (2008) |

## Díjai, elismerései
- Juhász Gyula-díj (1973)
- Jászai Mari-díj (1980)
- Kormos István-díj (1992)